# Heinrich Burchard
Heinrich Burchard (* 5. Oktober 1894 in Fulda; † 11. April 1945 in Quassel) war ein deutscher General der Flakartillerie der Luftwaffe im Zweiten Weltkrieg.

## Leben
Beförderungen
- 1. August 1922 Oberleutnant
- 1. Januar 1928 Hauptmann
- 1. Juli 1934 Major
- 1. Oktober 1936 Oberstleutnant
- 1. Februar 1939 Oberst
- 1. November 1940 Generalmajor
- 1. August 1941 Generalleutnant[1]
- 1. September 1944 General der Flakartillerie

Burchard trat am 23. März 1914 als Fahnenjunker in das Lothringische Fußartillerie-Regiment Nr. 16 in Metz ein. Mit Ausbruch des Ersten Weltkrieges wurde er in das Reserve-Feldartillerie-Regiment Nr. 16 versetzt und avancierte Mitte April 1915 zum Leutnant. Am 21. September 1915 erfolgte seine Versetzung zum Hohenzollernschen Fußartillerie-Regiment Nr. 13, in dem er zunächst als Batterieoffizier, später als Batterieführer fungierend. Für sein Wirken erhielt er neben beiden Klassen des Eisernen Kreuzes das Verwundetenabzeichen in Schwarz.
Nach Kriegsende und Demobilisierung wurde Burchard in die Reichswehr übernommen und war vom 16. Mai bis Ende September 1920 als Batterieoffizier im Reichswehr-Artillerie-Regiment 16. Anschließend fungierte er bis 30. September 1923 als Batterieoffizier in der 7. Batterie des 6. (Preußisches) Artillerie-Regiments in Wolfenbüttel. Von dort erfolgte seine Versetzung nach Hannover in die 4. Eskadron der 6. (Preußische) Fahr-Abteilung, wo er bis 1927 verblieb. Anschließend kam er wieder in das 6. (Preußisches) Artillerie-Regiment. In der Zwischenzeit hatte Burchard vom 1. Oktober 1923 bis 31. März 1931 an die Technische Hochschule Charlottenburg ein Studium absolvierte und den Grad als Diplom-Ingenieur erworben. Nach der Beendigung seines Studiums wurde er mit Wirkung vom 1. April 1931 in das Reichswirtschaftsministerium kommandiert, wo er bis Ende März 1932 verblieb. Anschließend wurde er für sechs Monate als Eskadronchef bei der 3. (Preußische) Fahr-Abteilung verwendet. In gleicher Funktion war Burchard anschließend wieder bei der 6. (Preußische) Fahr-Abteilung, ehe er nochmals vom 1. Mai 1933 bis 30. September 1934 rückversetzt wurde. Zum 1. Juli 1934 stieg er dann, unter gleichzeitiger Ernennung zum Major, zum Kommandeur der Fahr-Abteilung Wolfenbüttel auf. Diese Fahrabteilung ging aus der Umbenennung der Fahr-Abteilung 6 hervor.
Diese wurde am 1. April 1935, infolge einer weiteren Neustrukturierung, dann als Flak-Abteilung 6 in Wolfenbüttel etabliert und in die Luftwaffe überführt, was dazu führte, dass Burchard an diesem Tag, im Range eines Majors, zu dieser übertrat. Zum 1. Oktober 1935 erhielt die Flak-Abteilung 6 erneut eine neue Bezeichnung, die nunmehr als Flak-Regiment 7 bezeichnet wurde. In diesem Regiment, fungierte Burchard von Oktober 1935 bis Ende März 1937 als Abteilungs-Kommandeur. Im Anschluss hieran, unterrichtete Burchard von April 1937 bis Ende Januar 1938 als Lehrer an der Lufttechnischen Akademie in Berlin-Gatow von wo aus er im Februar 1938 in den Kommandostab der Luftkreisschule ebenda berufen wurde. Am 1. Juli 1938 wurde Burchard zum Chef des Stabes des Luftgau-Kommandos XII in Gießen berufen, dessen Posten er sodann bis Mitte Juni 1940 innehielt.
Nach der Besetzung Nordfrankreichs durch deutsche Truppen, agierte Burchard vom 15. August 1940 bis zum 2. Dezember 1940 als Chef des Stabes im Luftgau-Kommando Westfrankreich, kehrte anschließend nach Deutschland zurück und wurde am 3. Dezember 1940 Kommandeur des Luftverteidigungskommandos 2 (später 2. Flak-Division) in Dresden. Am 1. Juli 1941 gab er sein Kommando an Generalmajor Walter Feyerabend ab und wechselte zum 1. August 1941 als Kommandeur zum Luftverteidigungskommando 7, bzw. nach dessen Umbenennung ab September 1941, in die 7. Flak-Division über. Diese führte er dann mit Unterbrechung bis zum 21. Februar 1942.
Vom 21. Februar bis Ende März 1942 wurde Burchard zur Einweisung als Kommandeur des Luftgaustabes z. b. V Afrika abkommandiert, der später die Bezeichnung 19. Flak-Division erhielt. Nach der Aufstellungsphase des Divisionskommandos in Griechenland, wurde der Führungsstab nach Nordafrika verlegt und dort der Panzerarmee Afrika unterstellt. Anschließend erfolgten Einsätze bei der Schlacht um El Alamein, El Daba sowie schwere Rückzugskämpfe. Am 21. Dezember 1942 gab Burchard das Kommando der Division an Generalmajor Gotthard Frantz ab, der die Führung am 8. Januar 1943 übernahm. Burchard selbst wurde bis Ende Februar 1943 in die Führerreserve versetzt und übernahm zum 1. März 1943 erneut die Geschicke der 7. Flak-Division, die er dann bis zum 9. Juli 1944 führte. Am 10. Juli 1944 wurde er zum General der Flakartillerie z. b. V. beim Reichsmarschall Hermann Göring ernannt. Über seine Aufgaben dort, sind keine Informationen überliefert.

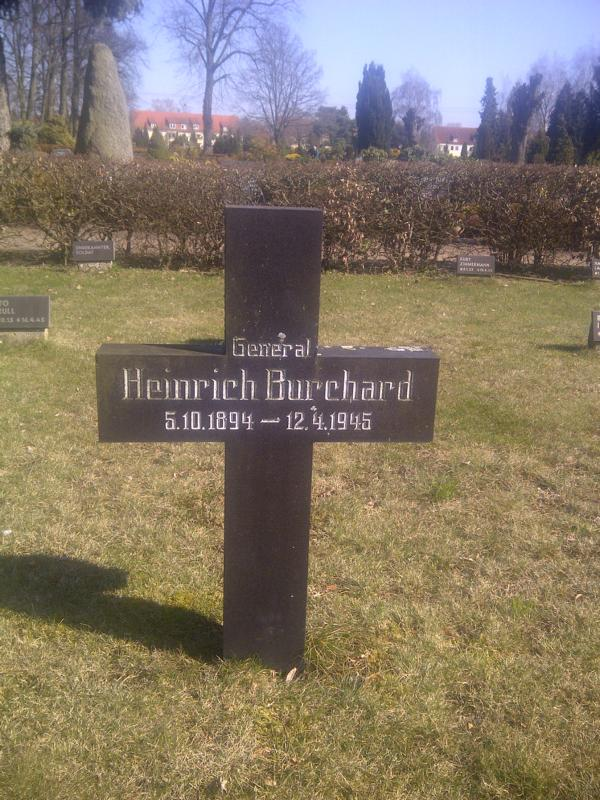
Grabstelle in Hagenow

Nach einem Luftangriff, den er Anfang April 1945 in einer kleinen Stadt am Nordrand des Harzes erlebte, hat Burchard geäußert, dass „...Hitler Schluss machen solle, der Krieg sei ja doch verloren“. Dies wurde Hermann Göring gemeldet. Der befahl daraufhin ein fliegendes Feldgerichtsurteil wegen Wehrkraftzersetzung und das Gericht erkannte auf Hinrichtung. Burchard wurde am 11. April 1945 auf den Fliegerhorst Hagenow in Mecklenburg gebracht. Man legte ihm eine Pistole in sein Zimmer und er hat sich dort erschossen. Auf dem dortigen Friedhof ist er beerdigt.
Heinrich Burchard war verheiratet mit Lotti Müller, Schwester von Max Müller, der es gelang, nach der Währungsreform in einem Prozess die ihr zustehende Pension durchzusetzen.

## Weitere Auszeichnungen
- Medaille zur Erinnerung an den 1. Oktober 1938
- Flugzeugführerabzeichen
- Spange zum Eisernen Kreuz II. und I. Klasse
- Silberne Italienische Tapferkeitsmedaille
- Flak-Kampfabzeichen
- Ärmelband Afrika
- Deutsches Kreuz in Gold am 23. Februar 1943[5]